# Unión Regional Deportiva 2008
La  Unión permanente de Ligas 2008 fue la 2.ª temporada de la unión de ligas que organiza la Liga Tandilense de Fútbol, que cuenta con equipos afiliados a ésta, junto con aquellos nucleados por la Liga Ayacuchense de fútbol y la Liga Rauchense de fútbol, que comenzó a desarrollarse el 12 de abril de 2008 y finalizó el 6 de diciembre, con la consagración de Independiente (Tandil).
Obtuvieron plazas para el Torneo del Interior 2009; Independiente (Tandil), Gimnasia de (Tandil) -Velense (Vela) jugó el TDI en su reemplazo- Sarmiento (Ayacucho) y Botafogo (Rauch).

## Clubes participantes
| Club                                                                       | Ciudad     |
| -------------------------------------------------------------------------- | ---------- |
| Alianza Club Atlético Ayacucho-Club Defensores Ayacucho                    | Ayacucho   |
| Ateneo Cultural y Deportivo José Manuel Estrada                            | Ayacucho   |
| Club Atlético Sarmiento                                                    | Ayacucho   |
| Botafogo Fútbol Club                                                       | Rauch      |
| Alianza Club Atlético San Lorenzo-Club Social y Deportivo Juventud Agraria | Rauch      |
| Club Atlético San Manuel                                                   | San Manuel |
| Club Social y Deportivo Tandil                                             | Tandil     |
| Club Atlético y Biblioteca Ferrocarril Sud                                 | Tandil     |
| Club Gimnasia y Esgrima                                                    | Tandil     |
| Club Grupo Universitario                                                   | Tandil     |
| Club Independiente                                                         | Tandil     |
| Club Social Deportivo y Biblioteca Jorge Newbery                           | Tandil     |
| Club Deportivo La Movediza                                                 | Tandil     |
| Alianza Club Deportivo San José-Club Social y Deportivo Excursionistas     | Tandil     |
| Club y Biblioteca Ramón Santamarina                                        | Tandil     |
| Universidad Nacional del Centro                                            | Tandil     |
| Club Social y Deportivo Villa Aguirre                                      | Tandil     |
| Centro Social Velense                                                      | M. I. Vela |